# 姚木川
姚木川（1973年9月20日—），中華民國雲林縣人，台灣投資家、企業家，普匯金融科技創辦人，現為普匯金融科技執行長及AI金融科技協會理事長。。

## 生平

### 職業生涯
姚木川於1998年至2017年服務於金融業，人生第一份金融工作為加入中租迪和（1998年），後踏入銀行領域以台新國際商業銀行起步，期間經歷復華商業銀行（現元大商業銀行），後回任台新國際商業銀行；於2012年隨著台新銀行團隊進入大眾商業銀行（現元大商業銀行），後至大陸廣東省南粵銀行，擔任總行零售小微企業總經理。在近20年為時不短的職涯裡，看到了兩岸金融發展的變化，燃起創業金融科技之念頭，隨即開始運用本身金融專業以及熟捻相關風控系統開發，於是在2017年決定將多年金融專業經驗結合金融創新科技開創公司，期望藉由先進的科技讓台灣的金融更加速普及，達到真正的普惠金融。

## 論文
- 以破壞式創新理論探討台灣P2P 借貸之商業模式 -以P公司為例 （页面存档备份，存于）

## 外部連結
- 姚木川的Facebook專頁